# Agroathelia
Agroathelia Redhead & Mullineux – rodzaj grzybów z rodziny Amylocorticiaceae.

## Systematyka i nazewnictwo
Pozycja w klasyfikacji według Index Fungorum: Amylocorticiaceae, Amylocorticiales, Agaricomycetidae, Agaricomycetes, Agaricomycotina, Basidiomycota, Fungi.
Takson utworzyli Scott Alan Redhead i Mullinuux w 2023 r.
Gatunki:
- Agroathelia coffeicola (Stahel) Redhead 2023
- Agroathelia delphinii (Welch) Redhead 2023
- Agroathelia rolfsii (Sacc.) Redhead & Mullineux 2023

Wykaz gatunków i nazwy naukowe na podstawie Index Fungorum.
Agroathelia rolfsii jest wymieniony w pracy „Polskie nazwy chorób roślin uprawnych” jako sprawca wielu chorób (pod nazwą Athelia rolfsii).